# 尼爾伍德鎮區 (伊利諾伊州馬庫平縣)
尼爾伍德鎮區（英語：Nilwood Township）是位於美國伊利諾伊州馬庫平縣的一個行政鎮區。

## 地方資料
根據2010年美國人口普查的數據，尼爾伍德鎮區的面積為94.50平方千米，當中陸地面積為94.50平方千米，而水域面積為0.00平方千米。當地共有人口613人，而人口密度為每平方千米6.49人。